# Jesús Monzón
Jesús Monzón Reparaz (Pamplona, 22 de enero de 1910-Pamplona, 24 de octubre de 1973) fue un político español de ideología comunista, luchador antifranquista, resistente en la Francia ocupada por los nazis, abogado y profesor de mercadotecnia.

## Biografía

### Primeros años
Nació el seno de una familia burguesa y acomodada de Pamplona (Navarra). Su padre, Cipriano Monzón, era un médico originario de Marcilla (Navarra), su madre Salomé Reparaz Goizueta, provenía de una familia noble de Navarra, con raíces en el Palacio de Reparacea. La posición social de su familia le permitió trabar íntima amistad con personas de todo el espectro político, dentro de la cerrada y endogámica burguesía pamplonesa.
Estudió con los jesuitas en Tudela (Navarra) y continuó sus estudios en Madrid. Obtuvo el título de abogado.

### Ingreso en el Partido Comunista
Durante su etapa universitaria, entró en contacto con el marxismo e ingresó en el Partido Comunista de España. Finalizados sus estudios, volvió a Navarra, donde fue uno de los creadores de la primera agrupación navarra del PCE.
El primer matrimonio por lo civil en Pamplona fue el suyo con Aurora Gómez Urrutia, a la que conoció en el entorno de Izquierda Republicana y con la que tuvo un hijo, Sergio. A finales de 1932 ingresó como escribiente en la Diputación. 
Fue el máximo responsable del comunismo en Navarra desde 1934. En 1935 estuvo entre los organizadores de una huelga general de la construcción, a la que se sumaron los sindicatos carlistas. Tras la creación del Frente Popular, Monzón fue el candidato comunista en las candidaturas del Frente Popular Navarro en las elecciones a las Cortes y de compromisarios para la elección del presidente de la República en el año 1936. Tras las primeras, en las que el triunfo global del Frente Popular se vio confrontado con el copo de la representación navarra por el Bloque de Derechas, encabezó el asalto al Palacio de la Diputación en marzo de 1936, para forzar la designación de una gestora de la diputación afín al Frente Popular (la diputación en funciones había sido elegida en febrero de 1935, tras una ley promulgada por Rafael Aizpún, entonces ministro de Justicia, y la destitución de todos los concejales izquierdistas —los diputados debían ser elegidos por los concejales de cada merindad— en noviembre de 1934 por parte del gobierno radical-cedista por su supuesta participación en los hechos revolucionarios de octubre de 1934, que no tuvieron apenas repercusión en Navarra). Los asaltantes lograron salir, pero Monzón fue detenido. Por la tarde una manifestación de apoyo terminó en incidentes frente a la sede del Diario de Navarra donde se produjo la muerte de dos personas por disparos, una mujer y un joven de 16 años. A pesar de la acción en la que participó Monzón, la gestora no fue destituida, puesto que la ley que lo decretaba, aprobada en julio de 1936 no llegó a entrar en vigor. En marzo de 1936, Monzón fue nombrado presidente del Frente Popular en Navarra.

### Guerra civil
Cuando se produjo la sublevación militar, que en Pamplona estaba prevista para el 19 de julio, un amigo carlista, Francisco Lizarza (sin parentesco con el conspirador Antonio de Lizarza), lo cobijó en su casa del Segundo Ensanche, y así le evitó convertirse en una de las víctimas de la represión por parte de los sublevados en Navarra. Lizarza, al que luego los carlistas fusilarían por esto, consiguió pasarlo a Francia por medio de un intercambio con unos empresarios navarros que estaban en Guipúzcoa. Monzón pasó la frontera, disfrazado de fraile capuchino.
Aurora enfermó de peritonitis en Francia. Jesús Monzón decidió enviar a su hijo Sergio a la URSS con los niños de la guerra, pero durante el viaje murió por un brote de escarlatina. Esta tragedia terminó con el matrimonio, que ya estaba deteriorado. Aurora se exilió a México y se casó de nuevo. Jesús Monzón formó pareja con Carmen de Pedro y permanecieron un tiempo en Francia.
Volvió al País Vasco republicano (diciembre de 1936), donde fue nombrado fiscal del Tribunal Popular del Gobierno Vasco. Intentó también organizar a los militantes locales del PCE. Sin embargo, el Frente Norte cayó antes de que lograse alcanzar su objetivo. A la caída de Bilbao, pasó a Francia y de ahí volvió a la España republicana por Cataluña, donde puso en pie una columna vasconavarra que se integró en el Ejército Popular. 
Fue nombrado por el gobierno del doctor Juan Negrín, en primer lugar, gobernador civil de Albacete (13 de julio de 1937) e, inmediatamente después, de Alicante (18 de julio). Fue gobernador civil de Alicante hasta 1938, cuando fue nombrado gobernador civil de Cuenca (25 de mayo). Como gobernador civil de Alicante intervino para que Antonio de Lizarza, su salvador carlista durante el Alzamiento, que estaba recluido en Madrid, pudiera pasar a la zona franquista.
El 2 de marzo de 1939 fue nombrado secretario general del Ministerio de Defensa. El 5 de marzo se produjo el golpe de Estado del coronel Segismundo Casado. El 6 de marzo de 1939 abandonó España hacia Orán, en la Argelia francesa, en el mismo avión que Dolores Ibárruri.
Desde ahí pasó a Francia y participó en la organización de la evacuación de refugiados hacia Sudamérica y la Unión Soviética.

### Francia
A diferencia de la dirección del PCE, Monzón permaneció en Francia tratando de reorganizar el PCE y organizando la resistencia de los refugiados españoles contra la ocupación nazi de Francia. Estuvo junto con Manuel Azcárate y Gabriel León Trilla en la llamada Agrupación de Guerrilleros Españoles, bajo control comunista. Monzón lanzó la Unión Nacional. Publicó la hoja informativa Reconquista de España en la que defendía la política de unión nacional. Pensaba incluir tanto a los partidos republicanos como a los sectores franquistas decepcionados con la evolución del régimen y su cariz totalitario.

### Vuelta a España
En la primavera de 1943 volvió a España para intentar reconstruir el partido. En septiembre de 1943 creó la Junta Suprema de Unión Nacional, que contaba con un amplio espectro de organizaciones de izquierdas y algunos franquistas desencantados. Monzón entabló relaciones con grupos católicos de Sevilla, el millonario Juan March y el cardenal Segura. Esto suscitó alabanzas de los líderes exiliados en México y de Dolores Ibárruri, pero más tarde lo utilizó Carrillo como una prueba de que Monzón era un traidor.

### Invasión del Valle de Arán
En los últimos meses de la Segunda Guerra Mundial la llamada Agrupación de Guerrilleros Españoles que había luchado contra los nazis y participado en la lucha de Francia se había convertido en un ejército de 10 000 hombres, incluida una brigada vasca del Partido Nacionalista Vasco (PNV). En octubre de 1944 este ejército realizó la invasión del Valle de Arán en la que entre 4000 y 7000 guerrilleros cruzaron los Pirineos, pero sin llegar a crear un territorio liberado. Esta invasión mal planificada fue desbaratada fácilmente por el Ejército franquista tras pocos días de ofensiva. Tras el fracaso de la operación, Monzón fue llamado por la cúpula del partido a Francia para rendir cuentas. Organizada al margen de la dirigencias que residían en Moscú, desde el comienzo, la operación fue interpretada internamente como una tentativa de escalar en la jerarquía, lo cual no quita para que Monzón contribuyera significativamente en la organización en Francia y España de un PCE desarbolado. Sin embargo, en una parada en Barcelona antes de cruzar la frontera, Monzón fue detenido por la policía franquista junto a otros militantes del partido.

### Depuración monzonista
El PCE no dio mérito a la invasión del Valle de Arán y comenzó la "depuración monzonista" al acusar a Monzón como chivo expiatorio por la fallida invasión, cuyo fracaso y mala planificación había deteriorado la reputación del PCE ante la URSS. La alta jefatura del PCE convocó a Monzón a Toulouse donde estaba la dirección comunista para pedirle explicaciones sobre su política en los últimos años. De camino hacia Toulouse paró en Barcelona, donde fue protegido por Joventut Combatent, un grupo de militantes civiles que daba apoyo y cobertura a la rama guerrillera del PSUC. Este grupo había matado al jefe de la Falange de la ciudad de Reus, Camilo Morales Cortés.
Jaume Serra, uno de los líderes de Joventut Combatent, escondió en su casa a Jesús Monzón, perseguido al mismo tiempo por la policía y por los enviados del PCE de Dolores Ibárruri. La policía franquista detuvo al grupo que había matado al falangista Camilo Morales y desarticuló a Joventut Combatent. Jaume Serra cayó y la policía registró su casa. Allí encontraron el 8 de junio de 1945 a Jesús Monzón enfermo en la cama. Lo llevaron a la Jefatura de Policía de Barcelona y comprobaron su documentación. La documentación falsificada era tan perfecta que dejaron marchar a Monzón, pero cuando estaba saliendo por la puerta hacia la calle, un funcionario que entraba lo reconoció y lo detuvo allí mismo. Lo trasladaron a la cárcel de Bilbao y luego a la de Ocaña. Según Enrique Líster, si Monzón no hubiera sido detenido por la policía "el PCE le hubiera asesinado al pasar la frontera, antes de llegar a la reunión en Toulouse".

### Cárcel
Estando en la cárcel de Ocaña en 1948, tres años después de su detención, se le sometió a un consejo de guerra en que el fiscal pidió la pena de muerte. Su defensor militar alegó que no había participado en hechos violentos y que estaba inactivo. Monzón fue condenado a 30 años de cárcel, y cumplió condena en El Dueso. Sus compañeros de partido le aislaron. En la prisión, Monzón leía, estudiaba inglés y, como antiguo alumno de los jesuitas, ayudaba al capellán del penal. A pesar de ser ateo y marxista, terminó escribiendo los sermones del capellán. Ruiz de Galarreta e Iñaki Usechi consiguieron el traslado de Monzón a la cárcel de Pamplona, donde residía su familia.
Aurora Gómez Urrutia trabajaba en México como ejecutiva para una multinacional petrolera. Se había casado con Juan Bayo. Al poco tiempo el matrimonio se rompió. Jesús Monzón comenzó a cartearse con Aurora retomando su relación. El 29 de enero de 1959 Monzón salió de prisión después de 13 años. No tenía trabajo, ni posibilidades de encontrarlo, al menos en España. El 13 de marzo de 1959 se casó con Aurora Gómez Urrutia por poderes.

### México
Se trasladó a México donde se reencontró con Aurora. Encontró trabajo en el Banco Nacional de Fomento Cooperativo, que era una de las principales firmas comerciales de México. En 1967, en la Ciudad de México, el Opus Dei inauguró el Instituto Panamericano de Alta Dirección Empresarial (IPADE), y contrató a Monzón como profesor de mercadotecnia. A Aurora le diagnosticaron esclerosis múltiple, y decidieron regresar a España.

### Baleares
Empresarios mallorquines que asistían al IESE de Barcelona pensaron que se podría abrir una escuela de negocios similar en Palma de Mallorca. Nació así el Instituto Balear de Estudios de Dirección de Empresas (IBEDE) y Jesús Monzón fue su primer director. El IBEDE se inauguró en 1971, en la sede de la Asociación Sindical de Industriales de Mallorca (ASIMA). Jesús Monzón diseñó el escudo del IBEDE. Tiene la forma de un escudo francés y tiene un árbol en el flanco izquierdo, un castillo en una isla en el flanco derecho inferior y 4 barras rojas verticales sobre un fondo amarillo en el flanco derecho superior.
Monzón formó a empresarios en los aspectos económicos, políticos y humanos, en una visión de apertura a Europa y al futuro democrático. El IBEDE hacía posible un clima de tolerancia muy característico de Monzón durante toda su vida. En IBEDE daban conferencias y eran profesores los futuros líderes políticos de la transición y opositores al franquismo como Ramón Tamames, Camilo José Cela, Francisco Fernández Ordóñez, Joaquín Garrigues Walker, Julián Marías, Jordi Pujol, José Luis Sampedro y Luis González Seara.
La policía llegó a intervenir en un acto programado en el que participaban Ramón Tamames, Jordi Pujol y Joaquín Garrigues Walker.

### Pamplona
Aquejado de un cáncer regresó a Pamplona donde falleció dos meses después, el 24 de octubre de 1973. Tuvo un funeral no religioso.

## Depuración por parte del PCE

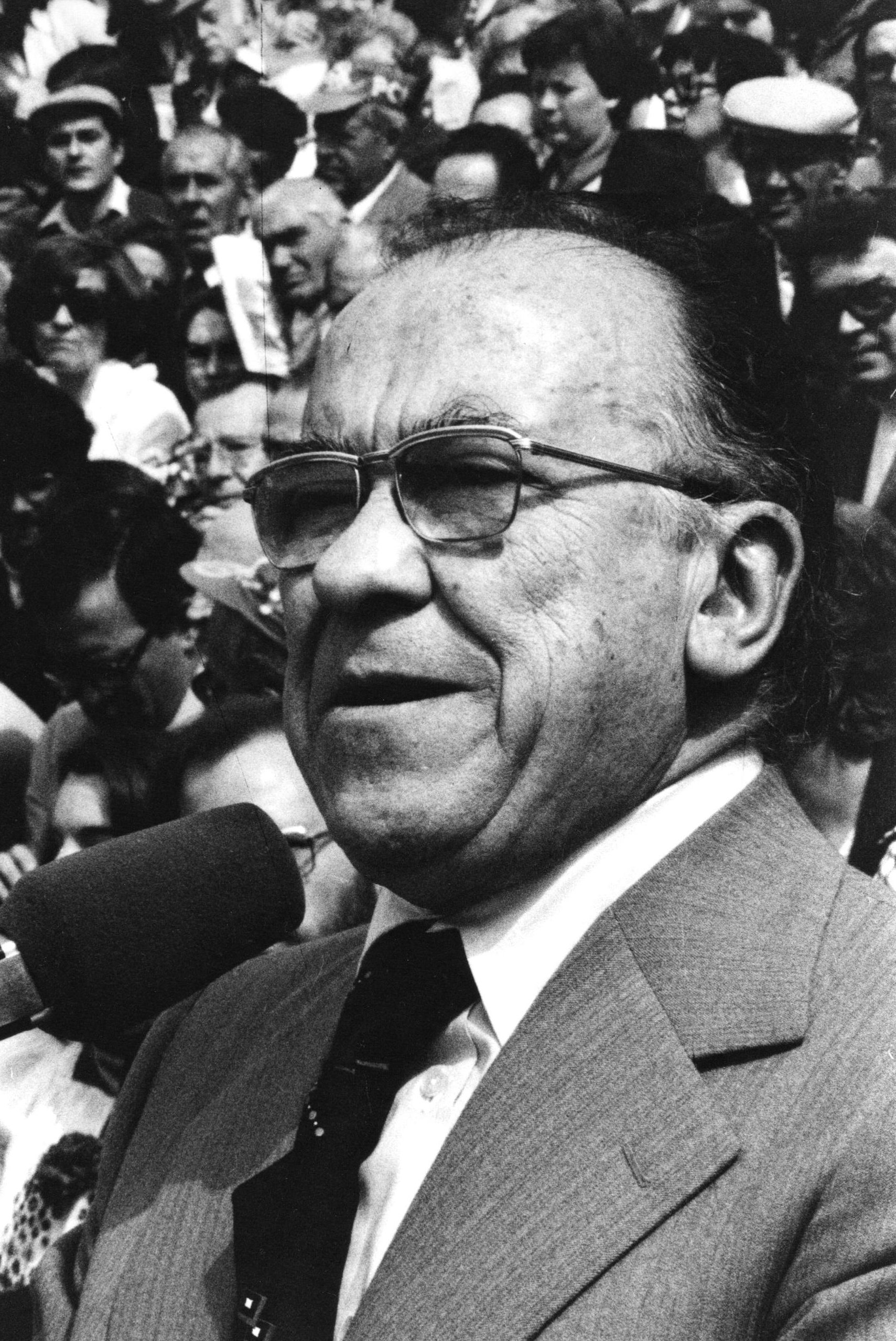
Santiago Carrillo ordenó la depuración de Jesús Monzón.

En 1947 el informe del PCE contra Monzón enfatizaba las supuestas desviaciones personales y morales durante su militancia en Navarra y los cargos de gobernador civil. Se recreaba especialmente en supuestas fiestas, líos con mujeres e incluso experiencias homosexuales. Se le consideraba un burgués, un agente del imperialismo y del franquismo, un provocador y un destructor del partido. Se afirmaba que le gustaba mucho el café y la buena comida, que trataba familiarmente a los camaradas y que saludaba a los amigos reaccionarios de su familia.
Manuel Azcárate escribió que cuando Carrillo llegó al sur de Francia

sus intenciones fueron perversas con respecto a Monzón. Quiso evitar como fuera el reconocimiento de los méritos indiscutibles que le correspondían por la acción que había llevado a cabo.

Santiago Carrillo lo acusó de tramar la destrucción del PCE, lo cual se justificaba por el hecho de que Monzón era:

un intelectual de formación burguesa, lleno de ambiciones personales, ligado por lazos familiares y por su formación a elementos reaccionarios.

Monzón y Trilla fueron acusados de aventureros y agentes enemigos que organizaron la invasión del Valle de Arán para causar

el aniquilamiento físico de nuestros militantes.

En febrero de 1948 Mundo Obrero y Euskadi Roja anunciaron la expulsión de Monzón del PCE.
En 1950, cuando Monzón llevaba cinco años en las cárceles franquistas, Santiago Carrillo aún lo acusaba en las publicaciones del partido de estar ligado a los servicios de inteligencia norteamericanos y a los agentes carlistas españoles, de ser un traidor y de agente del imperialismo.

### Rehabilitación
El 25 de abril de 1986 la nueva dirección del PCE, liderada por Gerardo Iglesias, quien había sucedido a Santiago Carrillo, rehabilitó a varios antiguos militantes, como Comorera, Monzón o Quiñones, difamados hasta entonces como traidores y agentes del franquismo. Pasó a ser considerado un héroe y un luchador por la libertad. Manuel Vázquez Montalbán escribió:

Jesús Monzón merece un lugar de excepción entre los atletas morales del siglo XX.

Enrique Líster afirmó que, para Carrillo, el delito de Monzón fue su valentía.
Sin embargo, la rehabilitación no mencionó para nada a los responsables de las depuraciones de dichos dirigentes.